# Orria
Orria è un comune italiano di 912 abitanti della provincia di Salerno in Campania.

## Geografia fisica

### Territorio
- Classificazione sismica: zona 2 (sismicità media), Ordinanza PCM. 3274 del 20/03/2003.

### Clima
La stazione meteorologica più vicina è quella di Casal Velino. In base alla media trentennale di riferimento 1961-1990, la temperatura media del mese più freddo, gennaio, si attesta a +8,7 °C; quella del mese più caldo, agosto, è di +25,7 °C.

## Storia
Dal 1811 al 1860 ha fatto parte del circondario di Gioi, appartenente al distretto di Vallo del regno delle Due Sicilie.
Dal 1860 al 1927, durante il regno d'Italia ha fatto parte del mandamento di Gioi, appartenente al circondario di Vallo della Lucania.

## Società

### Evoluzione demografica
Abitanti censiti

## Infrastrutture e trasporti

### Strade
- Strada Provinciale 56/a Innesto SS 18-Ostigliano-Perito-Orria.
- Strada Provinciale 56/b Orria-Piano Vetrale-Innesto SP 47.
- Strada Provinciale 47 Innesto SR 488(Stio)-Bivio SP 56(Orria)-Bivio SP 370-Bivio SP 80-Cardile-Innesto SR 488(Moio).
- Strada Provinciale 150 Innesto SP 56-Piano Vetrale.
- Strada Provinciale 264 Innesto SS 18 (Omignano)-Ponte sulla Fiumara-Orria-Innesto SP 56.

## Amministrazione

### Sindaci
| Periodo        | Periodo        | Primo cittadino | Partito                                 | Carica  | Note |
| -------------- | -------------- | --------------- | --------------------------------------- | ------- | ---- |
| 6 giugno 1993  | 27 aprile 1997 | Antonio Santoro | DC                                      | Sindaco |      |
| 27 aprile 1997 | 13 maggio 2001 | Antonio Santoro | centro                                  | Sindaco |      |
| 13 maggio 2001 | 28 maggio 2006 | Mario Maio      | centro-destra                           | Sindaco |      |
| 29 maggio 2006 | 15 maggio 2011 | Mario Maio      | lista civica Partecipazione             | Sindaco |      |
| 16 maggio 2011 | 5 giugno 2016  | Manlio De Feo   | lista civica Insieme per Orria          | Sindaco |      |
| 5 giugno 2016  | 3 ottobre 2021 | Mauro Inverso   | lista civica di centro Obiettivo Comune | Sindaco |      |
| 4 ottobre 2021 | in carica      | Agostino Astore | lista civica Le Radici del Futuro       | Sindaco |      |

### Altre informazioni amministrative
Il comune fa parte della Comunità montana Gelbison e Cervati e dell'Unione dei comuni Valle dell'Alento.
Le competenze in materia di difesa del suolo sono delegate dalla Campania all'Autorità di bacino regionale Sinistra Sele.